# Miguel de Azcuénaga
Miguel Ignacio de Azcuénaga (Province de Buenos Aires, 1754 - id., 1833) était un militaire et homme politique argentin. Il fut membre votant du premier gouvernement autonome du Río de la Plata, appelé Première Junte, puis gouverneur de la province de Buenos Aires sous le premier triumvirat.

## Biographie
Fils de Vicente de Azcuénaga, entrepreneur et homme politique d’origine espagnole émigré en Argentine, et de Rosa de Basavilvaso, il épousa en 1795 sa cousine Rufina de Basavilbaso. Une de ses sœurs, Ana de Azcuénaga, était l’épouse d’Antonio de Olaguer y Feliú, vice-roi du Río de la Plata de 1797 à 1799.
Il poursuivit des études à Malaga et à Séville, en Espagne. Revenu au pays, il s’engagea dans l’armée comme sous-lieutenant d’artillerie et combattit contre les Portugais dans la Bande Orientale. En 1802, il fut élevé au grade de colonel et nommé commandant du Bataillon de Voluntaires d’Infanterie de Buenos Aires. Lors des invasions anglaises du Río de la Plata, en 1806, puis en 1807, il eut à jouer un rôle actif.
En 1810, il prit part à la révolution de Mai, et, le 25 mai, vint à être élu membre votant de la Première Junte. Celle-ci le chargea d’organiser l’armée argentine récemment mise sur pied et d’y enrôler les hommes désœuvrés de Buenos Aires, désignés par la qualification générique de oisifs et mal entretenus.
À la suite des bouleversements politiques d’avril 1811, il sera, en même temps que d’autres chefs de file morénistes, banni vers la province de San Juan, pour avoir défendu les idées du défunt et radical Mariano Moreno. Cependant, après l’avènement du premier triumvirat, il put dès l’année suivante rentrer à Buenos Aires, où il assuma diverses fonctions publiques, parmi lesquelles celle de gouverneur de la province de Buenos Aires. 
En 1818, il fut nommé chef d’état-major et participa en 1819 au Congrès général, lequel sanctionna la constitution unitaire de 1826 ; celle-ci toutefois ne parvint jamais à s’imposer. En 1828, il représenta l’Argentine dans les négociations consécutives à la guerre de Cisplatine. Il fut expulsé l’année suivante sur ordre du général Juan Lavalle.

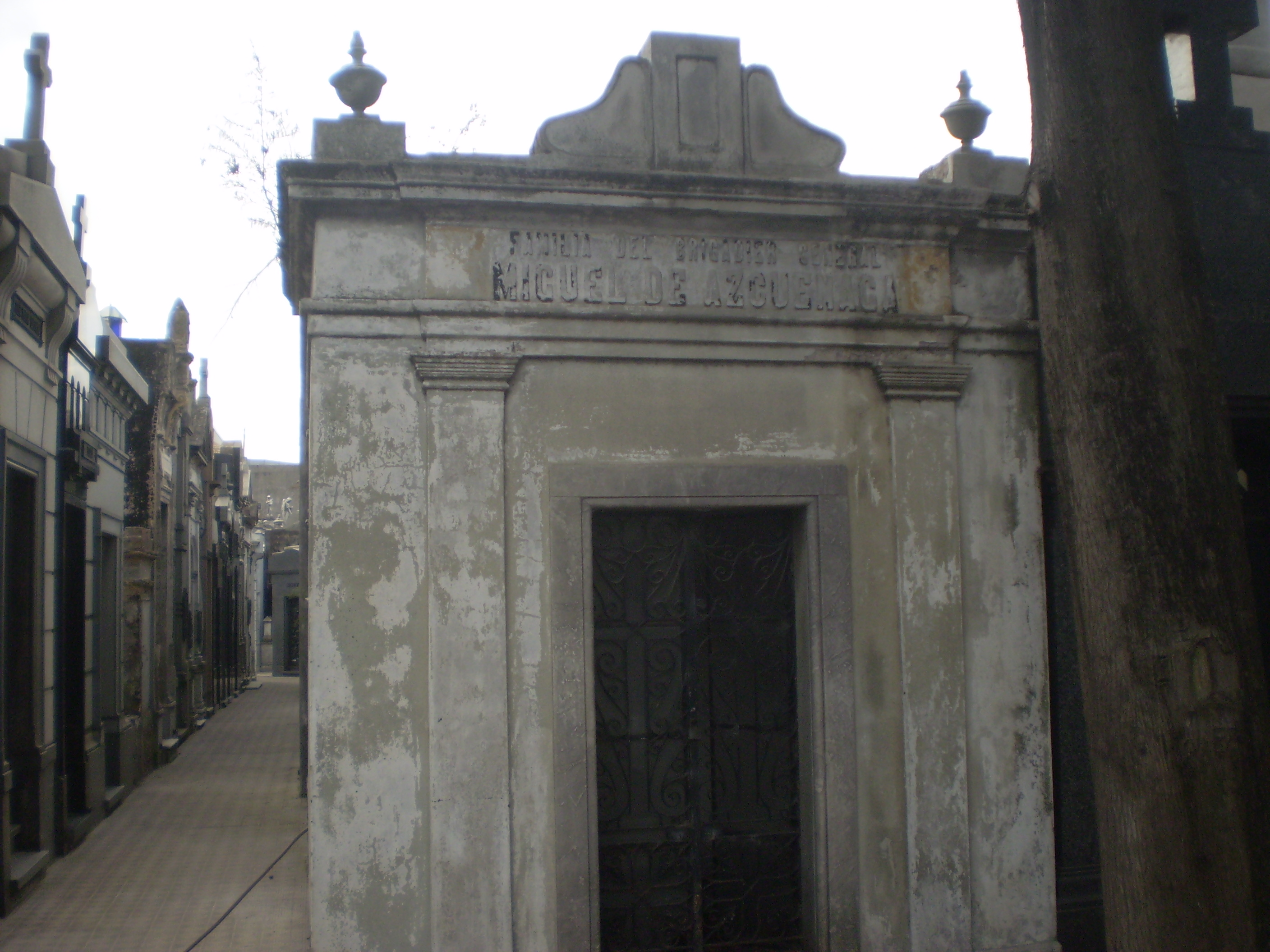
Tombeau d'Azcuénaga dans le cimetière de la Recoleta à Buenos Aires.

Ses restes reposent au cimetière de la Recoleta à Buenos Aires.
La demeure sise actuellement à l’emplacement de l’ancienne résidence de campagne de Miguel de Azcuénaga, à Olivos, dans la province de Buenos Aires, aujourd'hui dans la banlieue nord de la capitale, a été construite en 1854 par le fils d’Azcuénaga, d’après des plans du peintre et architecte Prilidiano Pueyrredón. Le propriétaire qui en hérita en fit don à l’État à la condition expresse qu’elle devînt la résidence présidentielle, donation acceptée par décret en 1918 ; elle est officiellement désignée depuis 1941 par Quinta Presidencial de Olivos.